# John Rennie il Giovane
Sir John Rennie (Londra, 30 agosto 1794 – Bengeo, 3 settembre 1874) è stato un ingegnere britannico, secondo figlio dell'ingegnere John Rennie il Vecchio e fratello di George Rennie.

## Biografia
Venne istruito dal Dr. Greenlaw a Isleworth, e successivamente dal Dr. Charles Burney a Greenwich. Successivamente entrò nella manifattura di suo padre in Holland Street, Blackfriars Road, dove acquisì una conoscenza pratica della sua professione, e nel 1813 fu posto sotto il signor Hollingsworth, ingegnere residente di Waterloo Bridge, alle cui fondamenta sovrintendeva personalmente. Nel 1815 assistette il padre nella costruzione del  Southwark Bridge e nel 1819 si recò all'estero per studiare le grandi opere di ingegneria del continente.

## J. & G. Rennie
Alla morte di suo padre, nel 1821, John rimase in società con suo fratello George. La parte di ingegneria civile dell'attività veniva svolta da lui, mentre dell'ingegneria meccanica si occupava George.

## Royal William Victualling Yard

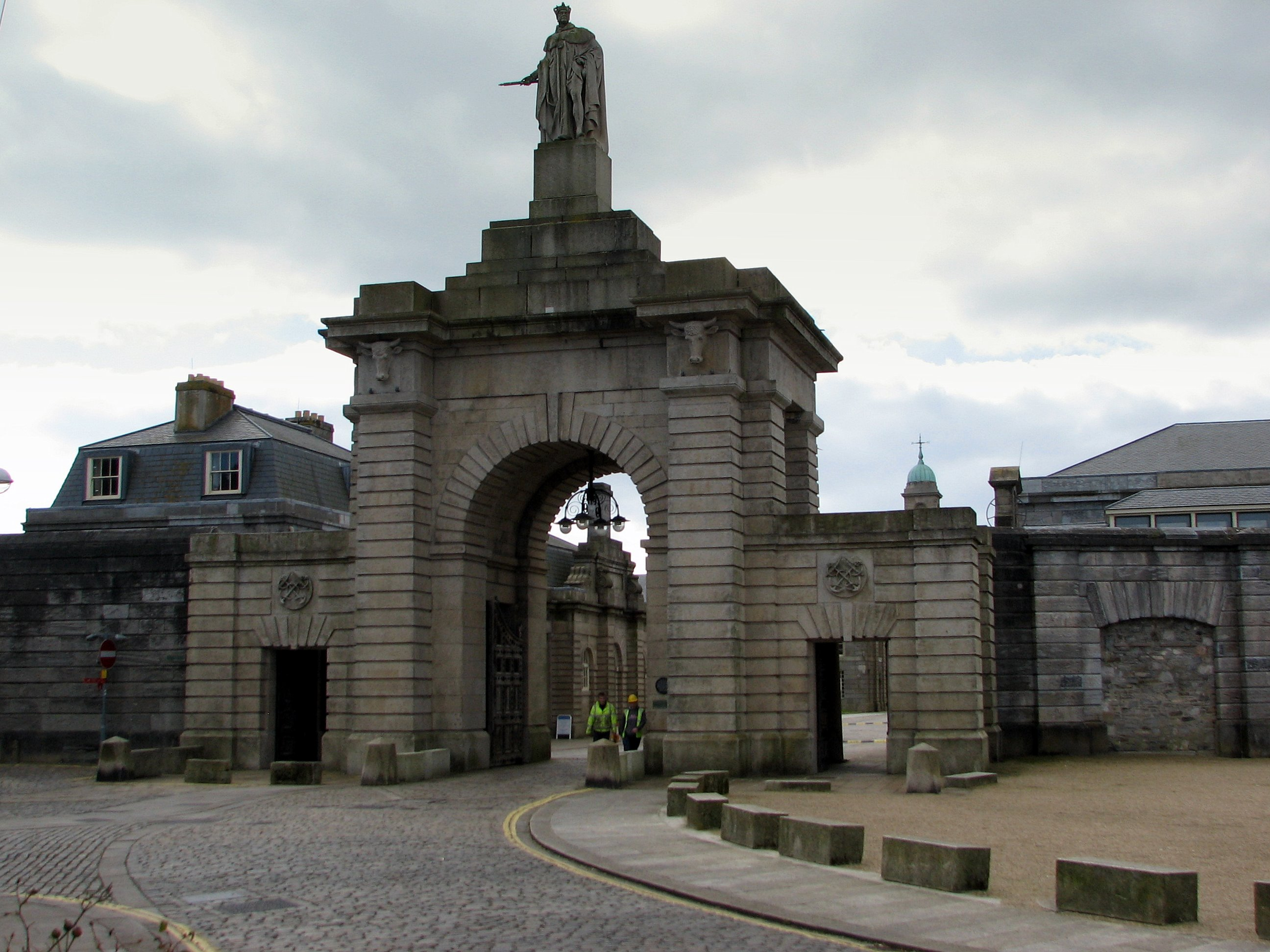
Royal William Victualling Yard, Stonehouse, 1825-1833.

Rennie insieme a Philip Richards progettò il Royal William Victualling Yard, Plymouth, (1823-1833). Con una superficie di 57000 m2, questo grande complesso in stile classico costruito con pietra calcarea di Plymouth e granito di Dartmoor, è costituito da un grande portale sormontato da una statua del re Guglielmo IV. C'è il mattatoio, poi attorno a un bacino portuale centrale, a sud, Melville Square, un magazzino con cortile centrale, ha una torre dell'orologio sopra l'ingresso principale; ad ovest del bacino si trova il forno con il suo mulino e ad est il birrificio, con la sua bottega.

## Cannon Workshops
Rennie era anche responsabile della progettazione della Cannon Workshops, sorta in seguito allo sciopero dei bottai impiegati dalla West India Dock Company. La società decise di riorganizzare il dipartimento delle botti e Rennie elaborò i piani, presentandoli nel 1824. Gli edifici furono completati nel 1825.

## Ponti e ingegneria navale
La più importante delle imprese di John Rennie, dal 1824, fu la costruzione del London Bridge, i cui progetti erano stati preparati da suo padre. Il ponte fu inaugurato nel 1831, quando Rennie fu nominato sir, essendo il primo della professione dopo Sir Hugh Myddleton a ricevere questo riconoscimento. Progettò il New River Ancholme Drainage Scheme nel Lincolnshire e l'Horkstow Bridge, creato per attraversare il fiume a Horkstow nel 1835-1836, uno dei primi ponti sospesi a sopravvivere e a rimane sostanzialmente come quando progettato. Come ingegnere dell'Ammiragliato, incarico in cui succedette a suo padre, completò vari lavori a Sheerness, Woolwich, Plymouth, Ramsgate e il grande frangiflutti di Plymouth, di cui pubblicò un 'Account' nel 1848. Molti anni della sua vita furono spesi per apportare aggiunte e modifiche a vari porti in diverse parti della costa, sia in Inghilterra che in Irlanda. Un esempio potrebbe essere il suo lavoro, del 1850, per un bacino di carenaggio per Joseph Wheeler nel suo cantiere Rushbrooke a Cork. Completò i lavori di drenaggio nelle paludi del Lincolnshire iniziati da suo padre e, in collaborazione con Thomas Telford, costruì lo sbocco nel Nene vicino a Wisbech (1826-1831). Restaurò anche il porto di Boston nel 1827-1828 e apportò vari miglioramenti al Welland. Ristrutturò anche i cantieri navali di Chatham nel 1862, creando tre enormi bacini e passaggi.

## Ingegnere ferroviario
Sebbene Rennie e suo fratello fossero all'inizio degli ingegneri ferroviari, essendo stati coinvolti, con George Stephenson, nella progettazione delle ferrovie di Liverpool e Manchester, la loro pratica in questo campo non era molto ampia. La compagnia fornì tuttavia una serie di locomotive per la London and Croydon Railway nel 1838 e nel 1839. Nel 1852 John realizzò un sistema di ferrovie per la Svezia, per il quale ricevette l'ordine di Gustavus Vasa, e nel 1855 progettò una serie di ferrovie e porti per il Portogallo, nessuno dei quali, tuttavia, fu realizzato.

## Istituzione degli ingegneri civili
Rennie fu eletto membro dell'Institution of Civil Engineers il 25 giugno 1844 e divenne presidente il 21 gennaio 1845, mantenendo l'incarico per tre anni. Il suo indirizzo presidenziale, nel 1846, era una storia completa della professione di ingegneria civile. Contribuì anche con documenti sul drenaggio del livello di Ancholme, Lincolnshire, e sul miglioramento della navigazione del Newry. Pubblicò, oltre al suo Account of Plymouth Breakwater, (1848), Theory, Formation, and Construction of British and Foreign Harbors (1851-54). Venne eletto membro straniero dell'Accademia reale svedese delle scienze.

## Pensionamento e morte

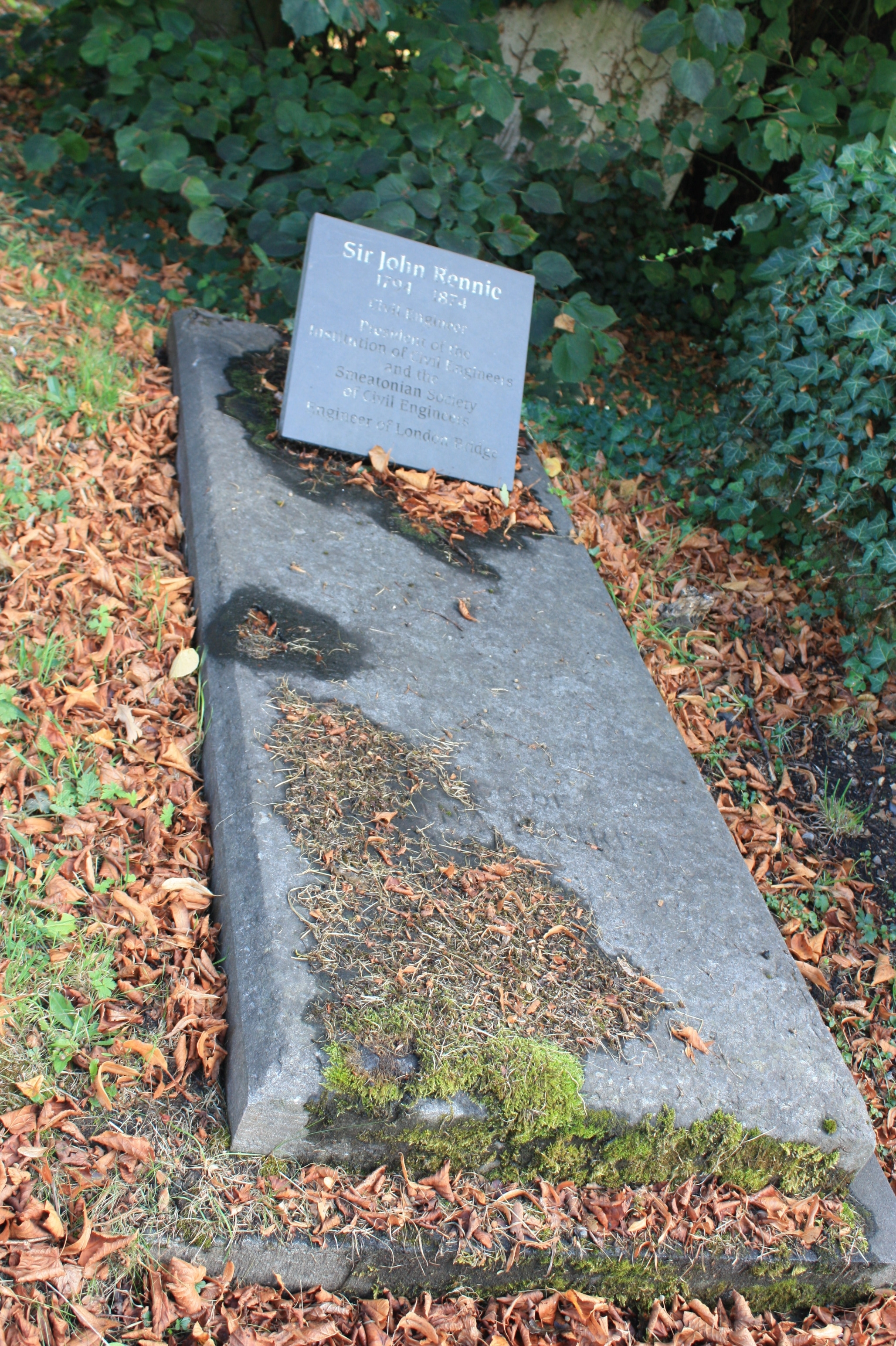
La tomba di John Rennie, al cimitero di Kensal Green

Rennie si ritirò dall'attività professionale intorno al 1862 e morì a Bengeo, vicino a Hertford, il 3 settembre 1874, subito dopo aver compiuto l'ottantesimo anno.
È sepolto nel Kensal Green Cemetery di Londra, ai margini di un sentiero dello sperone meridionale. La tomba ha una nuova targa che ha sostituito la lastra usurata originale.